# Szabó Sándor (katonatiszt)
Füzéri Csontos Szabó Sándor (Belső-Bőcs, 1880. március 18. – Miskolc, 1944. december 5.) magyar katonatiszt. Részt vett az első világháború harcaiban, a közös (császári és királyi) és a magyar honvéd egységek tisztjeként.

## Korai évei
Szabó Sándor a család második gyermekeként született a Miskolchoz közeli Belső-Bőcsön, 1880. március 18-án. Apja Szabó Károly községi főjegyző, anyja Kesseő Emma volt. Bátyja, Géza (honvéd ezredesként fejezte be katonai pályafutását), húgai Jolán és Emma voltak. Az alapfokú iskolát Mádon, a középfokút Eperjesen végezte. 1894-től a Ludovika Akadémián tanult tovább, ahol 1898-ban évfolyam negyedikként végzett. 

## Katonai pályafutása

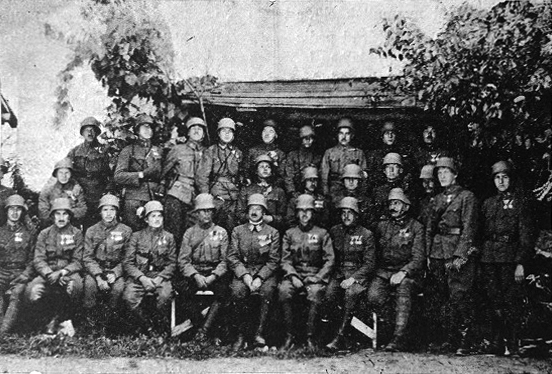
Szabó Sándor őrnagy a 10-es honvédek II. zászlóaljának tisztikarával, 1918 nyarán

1898. július 18-tól a miskolci 10. honvéd gyalogezrednél szolgált. Augusztus 18-án hadapród-tiszthelyettessé, a következő év november elején pedig hadnaggyá avatták. 1905. május 1-ig tartózkodott Miskolcon, majd Debrecenbe került, a 3. honvéd gyalogezredhez. Innen 1911. április 30-án Kolozsvárott, a 75. gyalogsági dandár, majd ismét Debrecenben a Magyar királyi 11. honvéd lovashadosztály vezérkaránál szolgált. Pályafutása mozgalmas kezdete ellenére folyamatosan továbbképezte magát: katonai vívó- és tornatanárképző tanfolyamot végzett Bécsújhelyben (kiváló sportember volt), abszolválta a Császári és Királyi Hadiiskolát Bécsben, elvégezte a császári és királyi hadbiztosi tanfolyamot, ugyancsak Bécsben, majd a Királyi József Műegyetem Kereskedelmi Akadémiáján tanult.  
Az első világháború kitörésekor, 1914. augusztus 26-án az orosz frontra küldték, ahol a 24. közös gyalogsági dandárnál és a 20. honvéd gyaloghadosztálynál szolgált. 1915. július 15-én megsérült, felépülése után az olasz frontra vezényelték a 20. honvéd gyaloghadosztály, valamint a 39. és a 81. dandár vezérkari tisztjeként. Egységeivel együtt 1915 júliusában ismét az orosz hadszíntérre került. 1917. július 17-én ismét a miskolci 10. honvéd gyalogezredhez került, ezúttal a román frontra. 1918 őszén az ezredet az olasz frontra vezényelték, és a megbetegedett Sáfrány Géza ezredestől október 26-án Szabó Sándor vette át az ezred parancsnokságát. A háború végén, a fegyverszüneti megállapodás után az ezreddel együtt, 1918. november 5-én olasz hadifogságba került, ahonnan egy év múlva szabadult.
1919. október 1-jén Miskolc város katonai parancsnoka lett, majd az újjászerveződő magyar honvédség miskolci 13. honvéd gyalogezred I. zászlóaljának parancsnoka lett, aztán 1922 februárjától a salgótarjáni 7. honvéd kerékpáros zászlóalj parancsnokává nevezték ki. 1924 elejétől a Honvédelmi Minisztérium III. csoportfőnökségének tanácsosa lett, de három év múlva ismét visszakerült Miskolcra: 1927. október 1-jén Miskolc Vámőrkerületi parancsnoka lett. 1933-ban nyugállományba vonult.

## Magánélete
Viszonylag későn nősült, a hadifogságból hazatérve, 1919-ben vette feleségül Rizsó Katalint, Rázsó Antal ügyvéd leányát. Gyermekük nem született, ezért örökbe fogadták Szabó unokaöccsét, Szepsy Szűcs Kálmánt, aki fölvette a Szabó Kálmán nevet.
Nyugdíjasként a Független Kisgazdapártban politizált, az 1930-as évek végén megszervezte a haladó értelmiségiek Rákóczi Baráti Körét. Politikai jellegű írásokat tett közzé a Magyar Jövő és a Magyarság című miskolci lapokban. Más jellegű publikációi is voltak, például a Magyar Katonai Szemlébe első világháborús hadtörténeti és kiképzési cikkeket írt, de a Sassy Csaba által szerkesztett 1939-es 10-es honvéd emlékkönyvben is megjelent visszaemlékező írása az olasz frontról. 1943-ban Bajcsy-Zsilinszky Endre és Kiss János altábornagy felkérésére szervezte a polgárság fegyveres ellenállását. 1944. október 20-án a nyilasok elfogták, de megszökött, és az avasi pincékben bujkált. 1944. december 5-én szívrohamban elhunyt, a Mindszenti temetőben nyugszik. 

## Rangbeli előmenetele

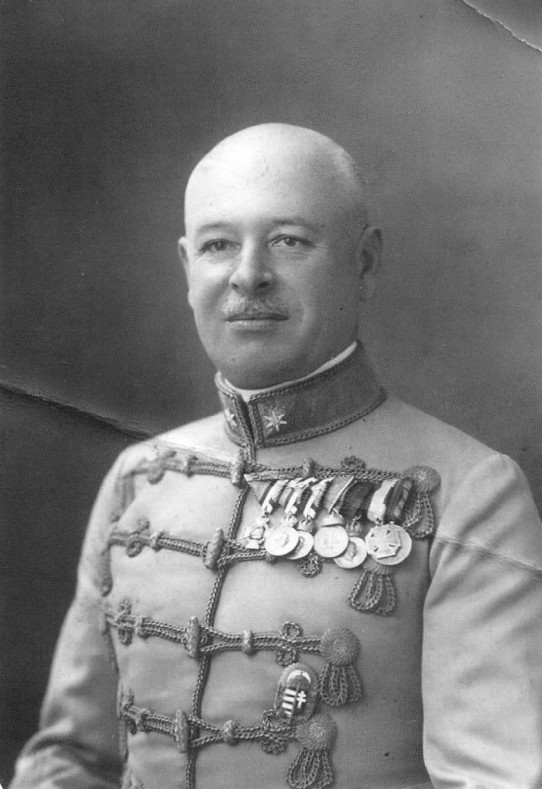
Szabó Sándor altábornagy

- 1898 – hadapród,
- 1899 – hadnagy,
- 1904 – főhadnagy,
- 1912 – százados,
- 1918 – őrnagy, majd alezredes,
- 1924 – vezérkari ezredes,
- 1927 – tábornok,
- 1933 – altábornagy.

## Kitüntetései
- 1912 – bronz katonai érdemérem,
- 1915 – III. osztályú katonai érdemkereszt,
- 1916 – bronz, majd ezüst katonai érdemérem,
- 1917 – III. osztályú katonai érdemkereszt,
- 1924 – bronz érdemérem,
- 1924 – III. osztályú vaskoronarend díszítményes kardokkal,
- 1928 – II. osztályú tiszti szolgálati jel,
- 1933 – II. osztályú magyar érdemkereszt,
- Három alkalommal – sebesülési érdemrend,
- háborús emlékérem,
- jubileumi emlékérem,
- jubileumi emlékkereszt,
- mozgósítási emlékkereszt.